# One Arrow 95
One Arrow 95 är ett reservat i Kanada.   Det ligger i provinsen Saskatchewan, i den centrala delen av landet, 2 300 km väster om huvudstaden Ottawa.
Trakten runt One Arrow 95 består till största delen av jordbruksmark. Trakten runt One Arrow 95 är nära nog obefolkad, med mindre än två invånare per kvadratkilometer.